# District de Kara-Buura
Le district de Kara-Buura (en kirghize : Кара-Буура району) est le raion le plus occidental de la province de Talas dans le nord-ouest du Kirghizistan. Son chef-lieu est le village de Kyzyl-Adir. Sa superficie est de 4 216 km2, et 58 056 personne y résidaient en 2009.

## Géographie
Le district est bordé au nord et à l'est par les districts de Manas et de Bakay-Ata, au sud par celui de Chatkal. A l'ouest, commence la province de Jambil du Kazakhstan.

## Communautés rurales et villages
Le district comprend 22 villages ou hameaux, regroupés en 10 communautés rurales (aiyl okmotu), :
1. Maymak
2. Ak-Chiy (villages Joon-Debe (centre) et Jiyde)
3. Beysheke (villages Beysheke (centre), Kara-Buura et Kara-Suu)
4. Bakyyan (villages Bakyyan (centre) et Tamchy-Bulak)
5. Amanbayev (villages Amanbayevo (centre), Ak-Jar, Kuru-Maymak et Suulu-Maymak)
6. Bakayyr (villages Ak-Bashat (centre) et Kara-Say)
7. Kara-Buura (villages Kyzyl-Adyr (centre), Chong Kara-Buura et Uch-Bulak)
8. Kök-Say (villages Kök-Say (centre) et Kaynar)
9. Cholponbay (villages Chymgent (centre) et Kek-Debe)
10. Sheker aiyl (villages Sheker (centre) et Archagul)